# Noyant
Noyant település Franciaországban, Maine-et-Loire megyében. Lakosainak száma 1740 fő (2018. január 1.). Noyant Auverse, Breil, Dénezé-sous-le-Lude, Linières-Bouton, Meigné-le-Vicomte és Méon községekkel határos.

## Népesség
A település népességének változása:
| Lakosok száma | 1879 | 1781 | 5862 | 1754 | 1740 |
|               | 2013 | 2015 | 2016 | 2017 | 2018 |